# Dia da espiga
Dia da espiga ou Quinta-feira da espiga é uma celebração portuguesa que ocorre no dia da Quinta-feira da Ascensão com um passeio matinal, em que se colhe espigas de vários cereais, flores campestres e raminhos de oliveira para formar um ramo. Segundo a tradição o ramo deve ser colocado por detrás da porta de entrada, e só deve ser substituído por um novo no dia da espiga do ano seguinte.
O dia da espiga era também o "dia da hora" e considerado "o dia mais santo do ano", um dia em que não se devia trabalhar. Era chamado o dia da hora porque havia uma hora, o meio-dia, em que tudo parava, "as águas dos ribeiros não correm, o leite não coalha, o pão não leveda e as folhas se cruzam". Era nessa hora que se colhiam as plantas para fazer o ramo da espiga e também se colhiam as ervas medicinais. Em dias de trovoadas queimava-se um pouco da espiga no fogo da lareira para afastar os raios.

## Simbologia
A simbologia por detrás das plantas que formam o ramo de espiga:
- Espiga – pão
- Malmequer – fortuna
- Papoila - amor
- Oliveira - paz
- Alecrim - saúde
- Videira - alegria